# Québec Magazine
 (septembre 2013).
Si vous disposez d'ouvrages ou d'articles de référence ou si vous connaissez des sites web de qualité traitant du thème abordé ici, merci de compléter l'article en donnant les références utiles à sa vérifiabilité et en les liant à la section « Notes et références ».
Québec Magazine est une émission de télévision québécoise sous format de magazine socio-culturel quotidien de 30 minutes, produit et réalisé à Québec, notamment par Odette Fleming, et diffusé du 15 septembre 1980 au 9 juin 1983 sur la station CBVT Québec de la Télévision de Radio-Canada.
Cette émission, enregistrée chaque jour de la semaine pendant ses deux premières années d'existence au mail central de Place-Laurier (désormais Laurier Québec), était animée par Marie Savane et Jean Pagé. Plusieurs sujets socio-culturels y furent abordés. Parmi les invités, notons l'auteur Yves Thériault, l'interprète Ginette Reno, l'auteure-compositeure-interprète Diane Tell, Breton-Cyr, et des centaines d'autres invités. Un orchestre sur place était composé entre autres de Gérard Masse aux percussions et de Réjean Yacola aux claviers.